# Населення Техасу

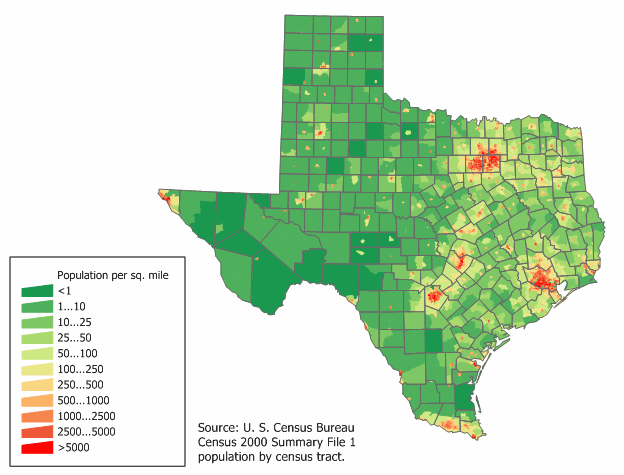
Карта густоти населення Техаса (людей на милю^{2}) станом на 2000 рік.

Техас є другим по чисельності населення штатом США. В останні десятиліття він переживає сильний приріст населення. У Техасі знаходиться ряд великих міст, а також безліч малих міст і сільських районів. Велика частина населення Техасу проживає у великих містах — Г'юстоні, Сан-Антоніо, Далласі, Остіні і Ель-Пасо.

## Населення
Згідно з переписом населення США 2010 року, в Техасі проживає 25,1 мільйона жителів, на 4,3 мільйона більше ніж у 2000 році. Приріст населення відбувався в усіх трьох підкатегоріях: природний приріст (кількість народжених перевищила число померлих), чиста імміграція, а чиста міграція. У 1990-х Техас обійшов штат Нью-Йорк за чисельністю, ставши другим за величиною в США після Каліфорнії.
Зростання населення Техасу між 2000 і 2010 роками є найвищим приростом населення за кількістю людей, серед усіх штатів США протягом цього періоду часу. Значним збільшенням населення Техасу почасти можна пояснити той факт, що житло в Техасі під час кризи 2009 року не втратило в ціні так сильно, як в інших штатах. У Техасі проживає більше жителів, ніж в Австралії.
За оцінками 2004 року, в штаті проживало 3,5 мільйона осіб (15,6 % від усього населення штату), що народилися за межами США. 1,2 мільйона (5,4 % від загального населення) були нелегальними іммігрантами. У 2010 році приблизно 6 % населення Техасу є нелегальними іммігрантами, що є п'ятим показником серед всіх штатів.

## Расовий склад
| Демографія Техасу                                   | Демографія Техасу | Демографія Техасу | Демографія Техасу                  | Демографія Техасу | Демографія Техасу          |
| Рік                                                 | Білі              | Афроамериканці    | Індіанці або корінні жителі Аляски | Азійці            | Гавайці або жителі Океанії |
| --------------------------------------------------- | ----------------- | ----------------- | ---------------------------------- | ----------------- | -------------------------- |
| 2000 (все населення)                                | 84,54 %           | 12,09 %           | 1,09 %                             | 3,13 %            | 0,16 %                     |
| 2000 (іспаномовне населення)                        | 31,14 %           | 0,42 %            | 0,40 %                             | 0,13 %            | 0,06 %                     |
| 2005 (все населення)                                | 84,14 %           | 12,09 %           | 1,10 %                             | 3,62 %            | 0,17 %                     |
| 2005 (іспаномовне населення)                        | 34,14 %           | 0,52 %            | 0,42 %                             | 0,15 %            | 0,06 %                     |
| Приріст за 2000—2005 роки (все населення)           | 9,10 %            | 9,62 %            | 10,56 %                            | 27,02 %           | 21,27 %                    |
| Приріст за 2000—2005 роки (неіспаномовне населення) | 2,59 %            | 8,66 %            | 8,69 %                             | 27,07 %           | 17,81 %                    |
| Приріст за 2000—2005 роки (іспаномовне населення)   | 20,26 %           | 36,40 %           | 13,80 %                            | 25,99 %           | 27,72 %                    |

Згідно з даними перепису 2010 року 70,4 % жителів Техасу є білими американцями, 11,8 % є афроамериканцями, 3,8 % є американцями азійського походження, 0,7 % є представниками корінних народів, а 0,1 % — гавайці і жителі Океанії. Іншу расу вказали 10,5 % жителів Техасу, а 2,7 % є представниками змішаних рас. 37,6 % населення Техасу є іспаномовними, при цьому неіспаномовних білих в штаті 45,3 %.

### Європейці

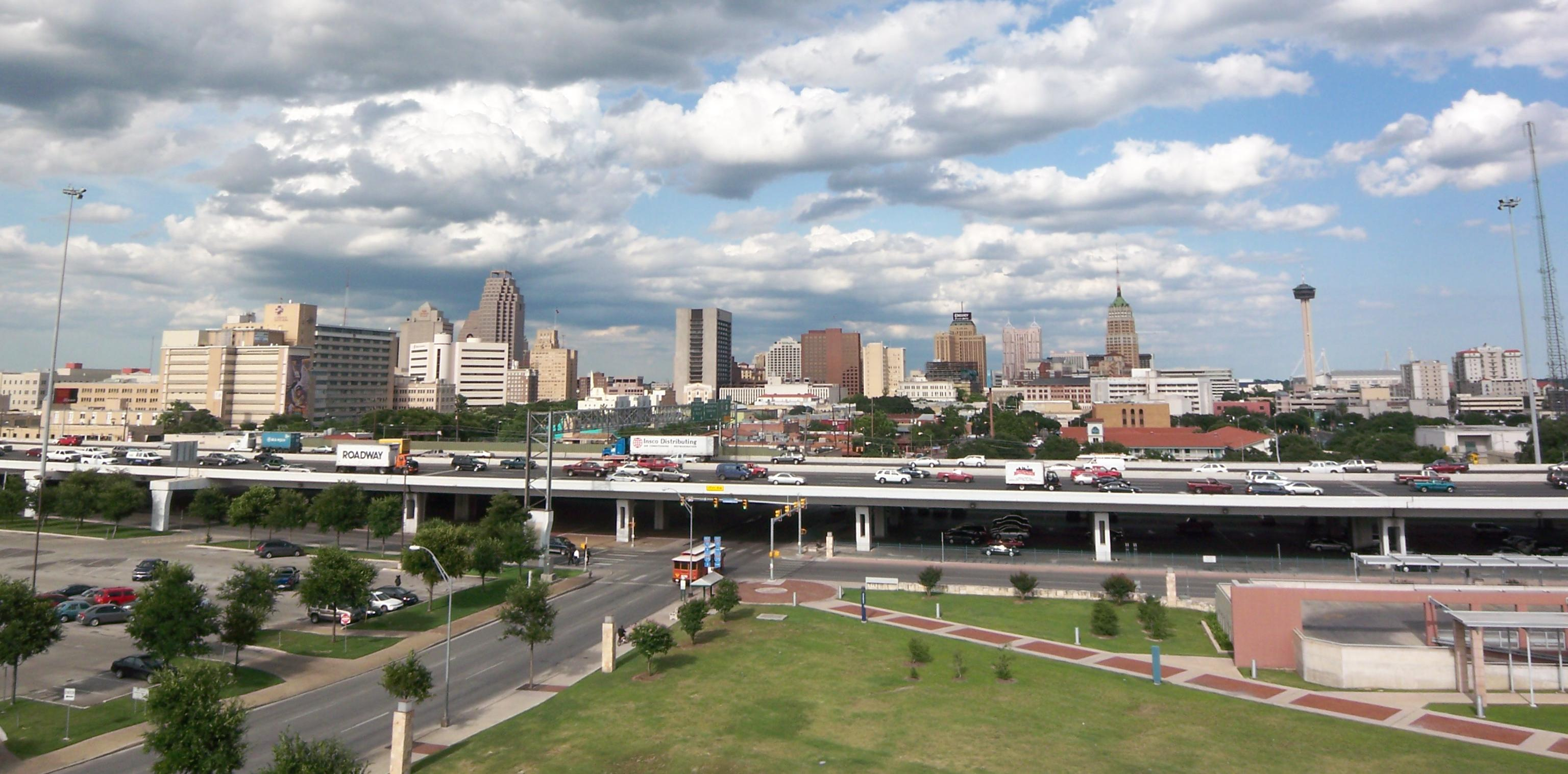
Місто Сан-Антоніо в Техасі.

У Техасі живуть нащадки вихідців з багатьох європейських країн. Це пов'язано як з історичними причинами, так і нинішньої динамікою. Першими були німці, які оселилися в районі нинішніх Фредериксберга і Нью-Бравнфелса. Багато в чому через революцій 1848—1849 років в штат потягнулися голландці, швейцарці, австрійці, поляки, росіяни, шведи, норвежці, чехи, словаки, італійці та французи. Хвиля імміграції тривала і під час першої світової війни.
Європейські національні особливості досі видно в назвах деяких міст, архітектурі, музиці і кухні Техасу. Наприклад, округ Лавака на чверть складається з нащадків вихідців з Чехії, Сегине знаходиться велика спільнота американців словацького походження, а в місті Нідерландів живе велика кількість нащадків голландців. Згідно з переписом населення США в 1980 році в Техасі найбільше було вихідців з Великої Британії (3 083 323 людини або 27 %), навіть незважаючи на те, що багато хто з нащадків перших переселенців воліють називати себе американцями.

### Іспаномовне населення
За даними 2007 року 36 % техасців мають іспанські корені. У їх числі як недавні іммігранти з Мексики, Центральної і Південної Америк, так і Техано, що живуть в Техасі з 1700-х років. Техано є найбільшою іспаномовної групою в окрузі Дюваль, а також в окрузі Бехар, в якому знаходиться Сан-Антоніо. Іспанське населення Техасу продовжує рости за рахунок імміграції, в тому числі нелегальної.
Іспанське населення домінує на півдні і заході штату, а також у Далласі, Г'юстоні і Остіні. Через високу народжуваність в іспаномовних сім'ях середній вік в Техасі менше, ніж середній по США. Народжуваність в іспаномовних сім'ях перевищила народжуваність в сім'ях білих на початку 1990-х років, а в 2007 році вперше кількість народжених у сім'ях іспаномовних перевищила половину від усіх народжених в штаті, 50,2 %.

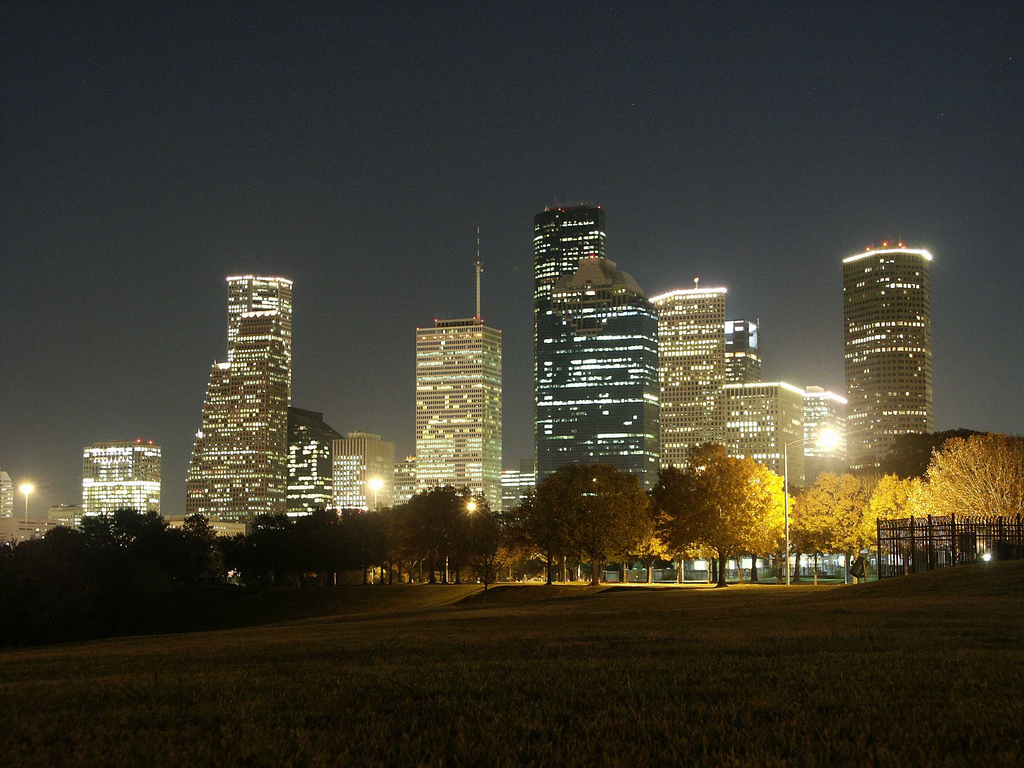
Х'юстон

### Афроамериканці
Більшість афроамериканців в Техасі проживають на сході штату, а також у метрополіях Далласу і Г'юстона. Афроамериканцями є 24 % жителів кожного з цих міст, а також 19 % Форт-Уерт, 8,1 % Остіна і 6,9 % в Сан-Антоніо. На півдні Далласу, сході Форт-Уерт і півдні Г'юстона афроамериканці складають більшість населення. Сильний ринок праці в 1995—2000 роках допоміг Техасу увійти в трійку південних штатів з найбільшою кількістю випускників, що переїхали до них.

### Азійці
В останні роки кількість американців азійського походження в Техасі зросла, особливо на заході Г'юстона, в окрузі Форт-Бенд до південного заходу від Г'юстона, західному і північному передмісті Далласа, і  Арлінгтоні поблизу Форт-Верт. Найбільші азійські групи в Техасі складають в'єтнамці, вихідці з південної Азії, китайці, філіппінці, корейці і американці японського походження. Промисел креветок в Мексиканській затоці також привернув велику кількість азійців у 1970—1980 роках.

### Корінні народи США
На нинішній території Техасу проживали плем'я Алабама, Апачі, народ Атакапа, Кеддо, Черокі, Чикасо, Чокто, Команчі, Коасати, Каранкава, Кайова, Ліпан, Крики, Натчез, Куапо, Семіноли, Тонкава, Вичита та інші племена індіанців.

### Демографічні тенденції
За твердженнями спеціаліста з демографії населення з університету Райса і колишнього глави Бюро перепису населення США Стіва Мердока, основна група білих американців старіє, в той час як середній вік білих меншин залишається відносно невеликим. Мердок також передбачив, що в період між 2000 і 2040 (передбачається, що показник чистої міграції становитиме половину від 1990—2000), число іспанських дітей, записаних в школу, зросте на 213 %, у той час як число записів неіспаномовних білих скоротиться на 15 %.
| Мова                                                         | Відсоток населення (у 2010 році) |
| ------------------------------------------------------------ | -------------------------------- |
| Іспанська                                                    | 29,21 %                          |
| В'єтнамська                                                  | 0,75 %                           |
| Китайська                                                    | 0,56 %                           |
| Німецька                                                     | 0,33 %                           |
| Тагальська                                                   | 0,29 %                           |
| Французька                                                   | 0,25 %                           |
| Корейський і Урду (кожен)                                    | 0,24 %                           |
| Гінді                                                        | 0,23 %                           |
| Арабська                                                     | 0,21 %                           |
| Нігеро-конголезька мови Західної Африки (Ігбо, кру і Йоруба) | 0,15 %                           |

## Мови
За даними на 2010 рік 65,80 % (14 740 304) жителів Техасу віком від 5 років використовували англійську мову як рідну, тоді як 29,21 % (6 543 702) говорить іспанською, 0,75 % (168 886) в'єтнамській, а китайською (включаючи кантонську і північнокитайску) є національною мовою 0,56 % (122 921) жителів Техасу.

## Релігія

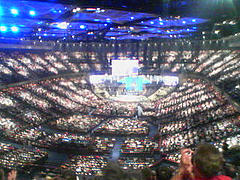
Інтер'єр церкви у Лейквуді

Техас є частиною соціально-консервативного біблійного поясу, що ґрунтуються на євангельському протестантизмі. У метроплексе Даллас—Форт-Верт розташовуються три основні євангельські семінарії і кілька найбільших американських мегацерков, в Г'юстоні знаходиться найбільша церква в країні церква Лейквуда, а в Лаббоку знаходиться найбільша кількість церков на душу населення по країні.
У 2000 році релігійна демографія Техасу виглядала наступним чином:
- Євангельський протестантизм — 64,4 %
- Протестантизм — 8,1 %
- Православ'я — 0.1 %
- Римсько-католицька церква — 21,0 %
- Індуїзм, сикхізм, буддизм, мусульманство і інші — 2,0 %
- Невіруючі — 4,5 %

Ин
нші релігійні групи в Техасі включають в себе техаських євреїв, унікальну субкультуру американського єврейського співтовариства. Більшість з приблизно 128 000 євреїв в штаті живуть в Даллата Гі Х'юстоні або уніх їх передмістях.

## Населені пункти

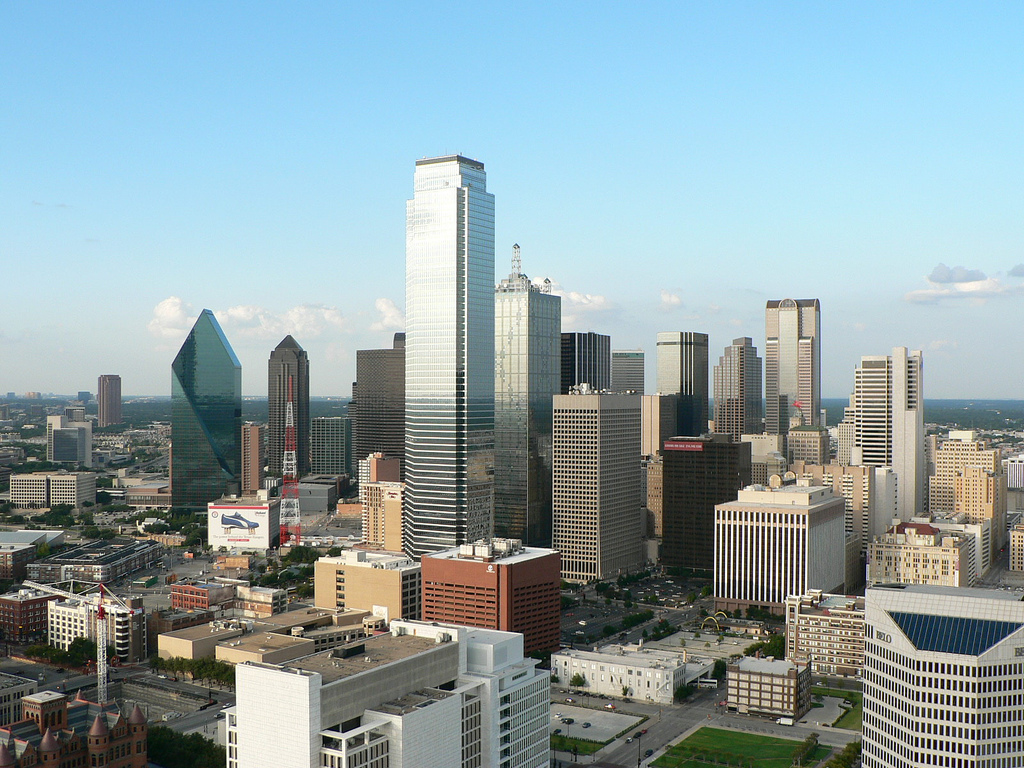
Даллас

Шість міст в Техасі мають населення понад 500 000 осіб, три з яких (Х'юстон, Даллас і Остін) входять до списку глобальних міст.
У Техасі знаходяться 25 агломерацій, чисельність у двох з яких перевищує 6 мільйонів, а ще двох — більше мільйону. У Техасі також знаходиться три міста з населенням вище одного мільйона осіб: Х'юстон, Сан-Антоніо і Даллас. Це найвищий показник, який Техас ділить з Каліфорнією. Остін, Форт-Уерт і Ель-Пасо входять у число 25 великих міст США.
У техаському міському трикутнику, границі якого пролягають по автомагістралях I-35 (від Далласу та Форт-Уерт через Остін до Сан-Антоніо), I-45 (з Далласу в Х'юстон) і I-10 (з Х'юстона в Сан-Антоніо), знаходиться більшість найбільших міст і метрополій, а також проживає близько 75 % населення Техасу.